# Pandemia di COVID-19 in Grecia
Il primo caso della pandemia di COVID-19 in Grecia è stato confermato il 25 febbraio 2020, quello di una donna di 38 anni di Salonicco, che aveva da poco visitato il Nord Italia, risultata positiva al virus e ricoverata all'Ospedale universitario AHEPA.
Il 12 marzo, il Ministero della Salute greco ha annunciato il primo decesso causato dal COVID-19 nel Paese. L'uomo di 66 anni già presentava malattie pregresse, era ricoverato dal 02 marzo in un ospedale di Patrasso dove è rimasto intubato per 4 giorni prima del decesso.
Il 5 maggio 2023, l'Organizzazione mondiale della sanità dichiara ufficialmente la fine della pandemia.

## Antefatti
Il 12 gennaio 2020, l'Organizzazione mondiale della sanità (OMS) ha confermato che un nuovo coronavirus era la causa di una nuova infezione polmonare che aveva colpito diversi abitanti della città di Wuhan, nella provincia cinese dell'Hubei, il cui caso era stato portato all'attenzione dell'OMS il 31 dicembre 2019.
Sebbene nel tempo il tasso di mortalità della COVID-19 si sia rivelato decisamente più basso di quello dell'epidemia di SARS che aveva imperversato nel 2003, la trasmissione del virus SARS-CoV-2, alla base della COVID-19, è risultata essere molto più ampia di quella del precedente virus del 2003, e ha portato a un numero totale di morti molto più elevato.